# Siracenos

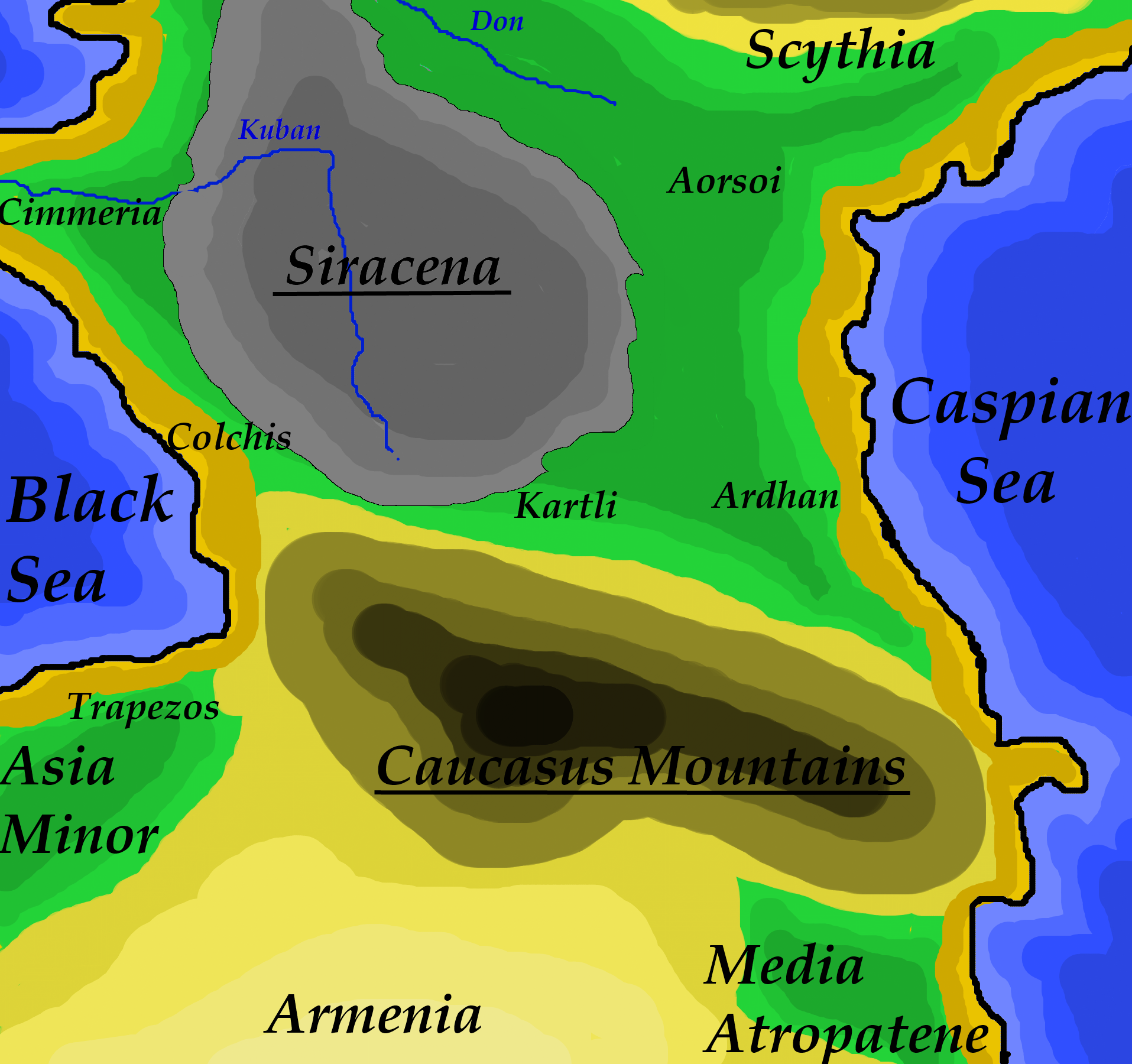
Mapa que representa la región del Cáucaso alrededor del 400 A.C. Siracena, la tierra de los Siracenos, se muestra en gris, según su mayor extensión aproximada.

Los siracenos (Griego: Sirakoi, latín: Siraci, también Siraceni y Seraci) eran una tribu sármata helenizada que habitaba en la Sarmatia Asiática; la costa del Río Kubán en el Mar Negro al norte de las montañas del Cáucaso, Siracena es mencionada por Tácito como uno de sus asentamientos. Se decía que eran una nación relativamente pequeña pero con una gran moral. Eran vecinos de la posterior tribu enemiga de los aorsos.
Migraron del Mar Caspio a la región del Mar Negro. A finales del siglo IV, habían ocupado tierras entre las montañas del Cáucaso y el Don, convirtiéndose en dueños de la región de Kubán. Fueron la primera tribu sármata en tener contacto con los grupos helenos en la costa del Mar Negro.
En 310-309 a. C., su rey Arifarnes participó en la guerra de sucesión del Reino de Bósforo y perdió en una batalla en el Tates (un afluente del río Kuban).
En el siglo I a. C. durante el gobierno de Farnaces II del Ponto, el rey de Siraces Abeacus organizó 20.000 caballos después de la ocupación romana del Reino de Ponto (63-62 a. C.).
Ellos y los aorsi eran mercaderes que comerciaban con bienes de Babilonia y la India a través de los armenios y los medos, con camellos. Se beneficiaron enormemente de esto, visto en sus ropas a las que se les atribuye mucho oro.
El rey Zorsines luchó en el Bósforo bajo Mitrídates, el rey de Armenia, contra los dandaridae. Su aliado Mitrídates se volvió más tarde contra los romanos que lo habían puesto en el trono en el año 41. Mitridates eludió a los romanos y recuperó su reino. En la guerra de Bósforo, el Aorsi bajo el príncipe Eunones, enviado por Aquila y Cotis I es enviado tras Mitrídates y sus tierras, luchando con Zorsines y asediando Uspe en el 49 d. C. (La ciudad ofrece 10.000 esclavos para su capitulación pero el asalto continuó tras que los romanos declinaran), Zorsines finalmente decide dejar a Mitridates para gobernar sus tierras paternas, después de dar rehenes a los romanos y así hacer la paz. Reconoció la superioridad romana ante la imagen del emperador Claudio y el poder de los siracenos se debilita mucho.
Eran los más helenizados de los sármatas y mantenían buenas relaciones con los bósporos.
Ptolomeo menciona su colonia en el Sinaí en el siglo II. En 193 d. C., después de otro conflicto en el Bósforo, los Siraces desaparecen de la historia.